# Enguia-americana
A enguia-americana ou enguia-norte-americana (Anguilla rostrata) é um peixe que habita no Atlântico ocidental (principalmente a norte, na costa dos Estados Unidos da América). Tem o corpo alongado, semelhante a uma cobra, com cabeça ponteaguda. Tem o dorso castanho e o ventre amarelo-torrado. Tem dentes ponteagudos. Não apresenta barbatanas ventrais.
A fêmea da enguia-americana desova em água salgada. Uma só fêmea consegue fazer a postura de 4 milhões de ovos flutuantes num só ano, morrendo, geralmente, depois da desova. A incubação dura entre 9 a 10 semanas. Depois da eclosão dos ovos, as jovens enguias seguem em direcção à América do Norte onde se desenvolverão em cursos de água doce.